# Улица Грибоедова (Владикавказ)
Улица Грибоедова — улица в городе Владикавказ, Северная Осетия, Россия. Находится в Затеречном муниципальном округе между улицами Зангиева и Коблова. Начинается от улицы Зангиева.
Улицу Грибоедова пересекают проспект Коста и Охотничий переулок. От улицы Грибоедова начинаются улица Гончарова, Тракторный переулок, улицы Гастелло, Дивизии НКВД и Коблова.
Улица названа в честь русского писателя Александра Грибоедова.
Улица образовалась в 20-х годах XX века. Впервые упоминается под современным названием в 1937 году на «Плане г. Орджоникидзе 1937 г.».

## Источник
- Владикавказ. Карта города, 2011.
- Кадыков А. Н. Улицы, переулки, площади и проспекты г. Владикавказа: справочник. — Владикавказ: Респект, 2010. — С. 108—109. — С. 512 — ISBN 978-5-905066-01-6
- Торчинов В. А., Владикавказ., Краткий историко-краеведческий справочник, Владикавказ, Северо-Осетинский научный центр, 1999, стр. 109, ISBN 5-93000-005-0